# Grand Pass (Missouri)
Grand Pass – wieś w Stanach Zjednoczonych, w stanie Missouri, w hrabstwie Saline.